# Aeródromo Municipal da Cidade de Belize
O Aeródromo Municipal da Cidade de Belize é um aeroporto que serve a Cidade de Belize, é o aeroporto mais próximo ao centro da cidade, porém é o segundo em movimento, atrás do Aeroporto Internacional Philip S. W. Goldson, dele partem apenas voos domésticos. A maioria dos destinos são para locais aonde é inviável ir de barcos.

## Linhas Aéreas e Destinos
| Linhas Aéreas   | Destinos |
| --------------- | --- |
| Maya Island Air | Caye Caulker, Caye Chapel, Dangriga, Placencia, Punta Gorda, San Pedro/Ambergris Caye, Savanah                       |
| Tropic Air      | Belize - Aeroporto Internacional, Caye Caulker, Dangriga, Kanantik, Placencia, Punta Gorda, San Pedro/Ambergris Caye |

## Ligações Externas
- Dados do Aeroporto - Aviation Safety Network (em inglês)